# الانتخابات البرلمانية اللبنانية 2000
```
الانتخابات البرلمانية اللبنانية 2000
 عقدت خلال الفترة 
27 أغسطس
 
و3 سبتمبر
 2000.
[
1
]
 فاز المرشحون المستقلون بأغلبية المقاعد، رغم أن معظمهم كانوا أعضاء في كتل مختلفة. وكانت نسبة المشاركة 40.5 ٪.
[
2
]
```

أجريت المرحلة الثانية من الانتخابات وسط اتهامات متبادلة بين المرشحين حول تدخل الدولة في عمليات الاقتراع، بمشاركة نصف عدد الناخبين تقريبا، لأختيار 65 مرشحاً في بيروت والجنوب والبقاع.

## قانون الانتخابات
صدر قانون الانتخابات النيابية اللبنانية رقم 171 بتاريخ 6 يناير/كانون الثاني لعام 2000، ويتألف المجلس من 128 عضواً، ومدة ولايته أربع سنوات، على أن تكون ولاية أول مجلس يُنتخب بعد صدور هذا القانون حتى 31 أيار سنة 2005.

### الدوائر الانتخابية
حددت «المادة 2» من قانون الانتخابات النيابية رقم 171 لعام 2000 عدد الدوائر الانتخابية بـ 14 دائرة كالتالي:
1. دائرة منطقة مدينة بيروت الأولى، وتضمّ الأحياء التالية: الأشرفية ـ المزرعة ـ الصيفي.
2. دائرة منطقة مدينة بيروت الثانية، وتضمّ الأحياء التالية: المصيطبة ـ الباشورة ـ الرميل.
3. دائرة منطقة مدينة بيروت الثالثة، وتضمّ الأحياء التالية: دار المريسة ـ رأس بيروت ـ زقاق البلاط ـ المدور ـ المرفأ ـ ميناء الحصن.
4. دائرة جبل لبنان الأولى، وتضمّ قضائي: جبيل ـ كسروان.
5. دائرة جبل لبنان الثانية، وتضمّ قضاء: المتن.
6. دائرة جبل لبنان الثالثة، وتضمّ قضائي: بعبدا ـ عاليه.
7. دائرة جبل لبنان الرابعة، وتضمّ قضاء: الشوف.
8. دائرة الشمال الأولى، وتضمّ أقضية ومناطق: عكار ـ الضنية ـ بشري.
9. دائرة الشمال الثانية، وتضمّ أقضية ومناطق: طرابلس ـ المنية ـ زغرتا ـ البترون ـ الكورة.
10. دائرة الجنوب الأولى، وتضمّ أقضية ومناطق: مدينة صيدا ـ الزهراني ـ صور ـ بنت جبيل.
11. دائرة الجنوب الثانية، وتضمّ أقضية: قضاء مرجعيون ـ قضاء حاصبيا ـ قضاء النبطية ـ قضاء جزين.
12. دائرة البقاع الأولى، وتضمّ قضائي: قضاء بعلبك ـ قضاء الهرمل.
13. دائرة البقاع الثانية، وتضمّ قضاء: قضاء زحلة.
14. دائرة البقاع الثالثة، وتضمّ قضائي: قضاء البقاع الغربي ـ قضاء راشيا.

## النتائج
| الحزب                                 | الأصوات | ٪   | مقاعد | +/-  |
| ------------------------------------- | ------- | --- | ----- | ---- |
| المستقلين                             |         |     | 86    | -8   |
| حزب الله                              |         |     | 10    | +3   |
| حركة أمل                              |         |     | 10    | +2   |
| الحزب الاشتراكي التقدمي               |         |     | 6     | +1   |
| الحزب السوري القومي الاجتماعي         |         |     | 4     | -1   |
| حزب البعث العربي الاشتراكي            |         |     | 3     | +1   |
| حزب الكتائب                           |         |     | 2     | +2   |
| الكتلة الوطنية اللبنانية              |         |     | 2     | جديد |
| الاتحاد الثوري الأرمني                |         |     | 2     | 0    |
| الحزب الاشتراكي الديموقراطي الاجتماعي |         |     | 1     | 0    |
| الحزب الليبرالي الديمقراطي الأرمني    |         |     | 1     | +1   |
| المنظمة الناصرية الشعبية              |         |     | 1     | 0    |
| الجماعة الاسلامية                     |         |     | 0     | -1   |
| دوري الكادحين                         |         |     | 0     | -1   |
| حزب الوعد                             |         |     | 0     | -1   |
| الحزب الديمقراطي العربي               |         |     | 0     | -1   |
| الأحباش                               |         |     | 0     | -1   |
| أصوات غير صالحة / فارغة               |         | -   | -     | -    |
| مجموع الأصوات                         | 1112776 | 100 | 128   | 0    |
| المصدر: Nohlen et al.                 |         |     |       |      |

من بين 86 نائبا مستقلا، اعتبر 48 عضوا أعضاء في الكتل المختلفة:
- 26 في كتلة الحريري
- 6 في كتلة بري (بالإضافة إلى عشرة نواب حركة أمل)
- 6 في كتلة جنبلاط (بالإضافة إلى ستة نواب من الحزب الاشتراكي التقدمي)
- 5 في كتلة الفرنجية
- 3 في كتلة المر
- 2 في كتلة حزب الله (بالإضافة إلى نواب حزب الله العشرة)
- 1 في كتلة الكتائب (بالإضافة إلى نائبي الحزب)

## وصلات خارجية
- مجلس النواب اللبناني